# Lamuk (Kaliwiro)
Lamuk is een bestuurslaag in het regentschap Wonosobo van de provincie Midden-Java, Indonesië. Lamuk telt 3300 inwoners (volkstelling 2010).